# رسوم ساخرة عن محرقة اليهود

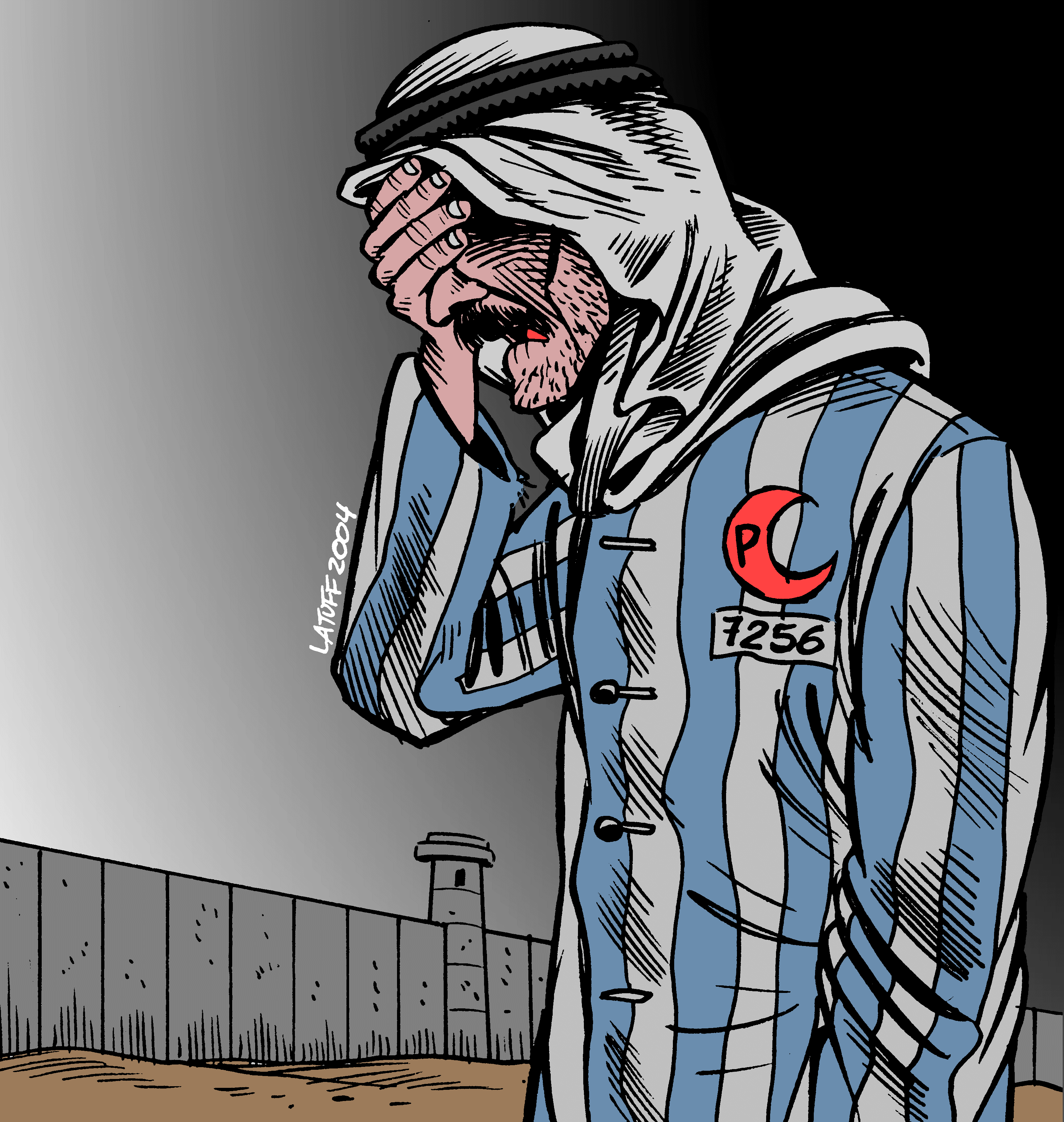
الجائزة الثانية ذهبت لكارلوس لاتوف

تنظم جريدة همشهري الإيرانية الواسعة الانتشار في إيران مسابقة دولية لأفضل رسوم كاركاتير تسخر من محرقة الهلوكوست في رد على نشر جريدة يولاندس بوستن الدنماركية رسوم الكرتون الساخر من محمد بن عبد الله وتهدف الجريدة من هذه المسابقة اختبار ردة فعل العالم الغربي وهل سوف ينشر مثل تلك الرسوم بنفس الزخم الذي قام به في نشر صور الكاريكاتير الساخر من محمد بن عبد الله.
الجائزة الأولى ذهبت لـ«عبد الله درقاوي» المغربي.

## مقالات أخرى
- المحرقة